# Madeleine de France (1520-1537)
Pour les articles homonymes, voir Madeleine de France.
Titre
Reine d'Écosse
1er janvier 1537 – 7 juillet 1537
(6 mois et 6 jours)
Madeleine de France ou Madeleine de Valois (10 août 1520, Saint-Germain-en-Laye - 2 juillet ou 7 juillet 1537, Édimbourg) fut reine d'Écosse par son mariage avec le roi Jacques V d'Écosse.

## Biographie

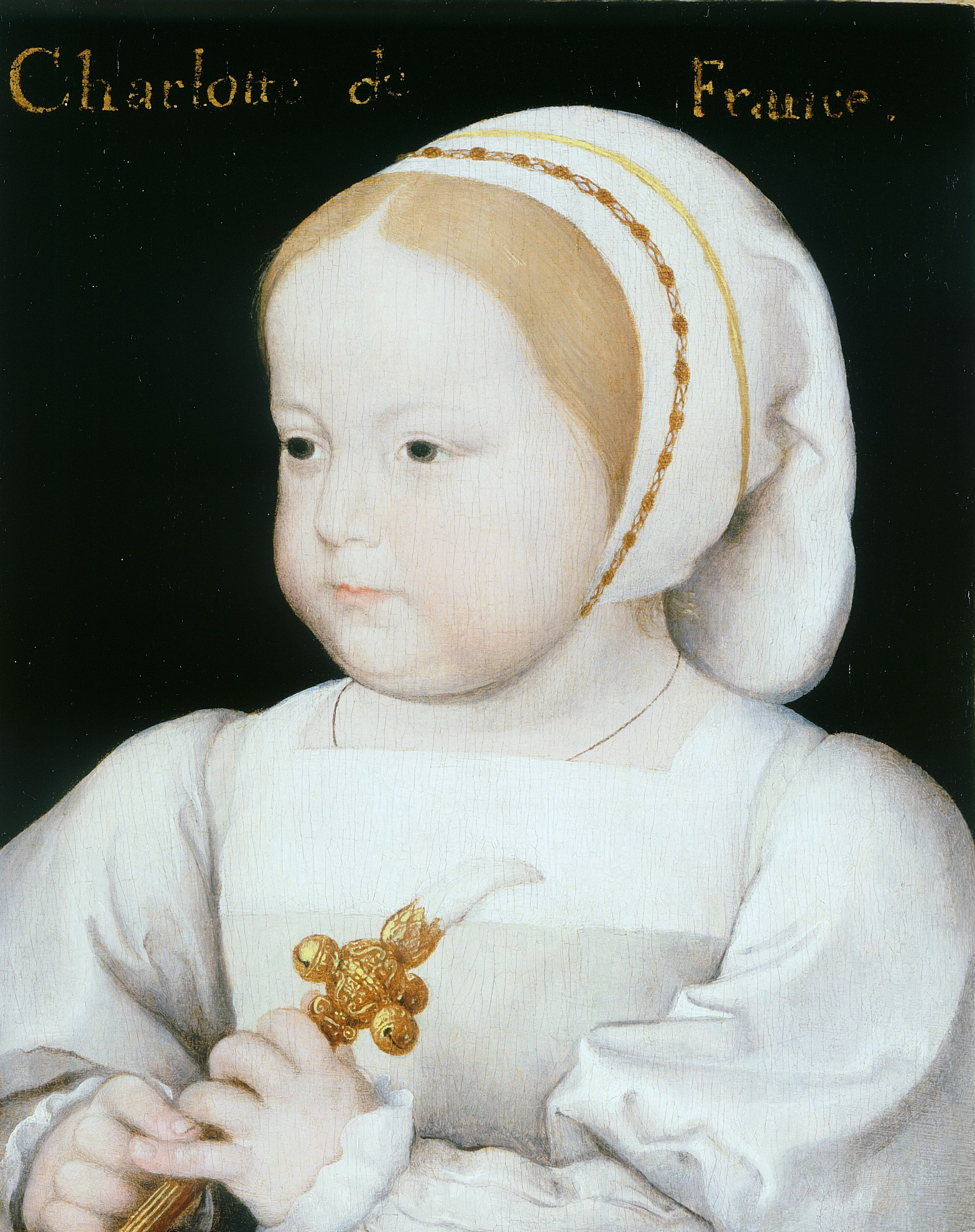
Portrait de Madeleine de France âgée d'environ 2 ans par Jean Clouet, vers 1522.

Petite-fille de Louis XII et sœur de Henri II de France, elle est le cinquième enfant et la troisième fille du roi de France François Ier et de son épouse Claude de France, duchesse de Bretagne. Connaissant son état de santé fragile, son père a longtemps hésité à la marier.
Son père François Ier et le roi Jacques V d'Écosse (1512-1542) se rencontrent en 1536 au col du Pin-Bouchain, sur l'actuelle commune de Joux (Rhône), où ils décident du mariage de Madeleine avec ce dernier, pourtant déjà fiancé à Marie de Bourbon-Vendôme.
Elle l'épouse le 1er janvier 1537 à Notre-Dame de Paris, et devient donc reine d'Écosse. Elle meurt en juillet de la même année de phtisie en Écosse à l'âge de 16 ans. La reine Madeleine est enterrée à l'abbaye d'Holyrood, la nécropole des rois écossais où Jacques, inconsolable, la rejoindra cinq ans plus tard après s'être marié avec Marie de Guise, fille du duc de Lorraine.